# Alfred Heiß
Alfred Heiß (* 5. prosince 1940, Mnichov) je bývalý německý fotbalista, útočník.

## Fotbalová kariéra
Hrál za TSV 1860 München, se kterým získal v roce 1966 mistrovský titul a v roce 1964 DFB-Pokal. V Poháru mistrů evropských zemí nastoupil v 1 utkání, v Poháru vítězů pohárů nastoupil v 9 utkáních a dal 5 gólů a ve Veletržním poháru nastoupil v 11 utkáních a dal 3 góly. Za reprezentaci Německa nastoupil v letech 1962-1966 v 8 utkáních a dal 2 góly.

## Ligová bilance
| Ročník                                 | Zápasy | Góly | Klub             |
| -------------------------------------- | ------ | ---- | ---------------- |
| Fußball-Oberliga Süd 1959/1960         | 22     | 5    | TSV 1860 München |
| Fußball-Oberliga Süd 1960/1961         | 22     | 4    | TSV 1860 München |
| Fußball-Oberliga Süd 1961/1962         | 1      | 0    | TSV 1860 München |
| Fußball-Oberliga Süd 1962/1963         | 29     | 10   | TSV 1860 München |
| Německá fotbalová Bundesliga 1963/1964 | 27     | 6    | TSV 1860 München |
| Německá fotbalová Bundesliga 1964/1965 | 30     | 7    | TSV 1860 München |
| Německá fotbalová Bundesliga 1965/1966 | 31     | 10   | TSV 1860 München |
| Německá fotbalová Bundesliga 1966/1967 | 17     | 4    | TSV 1860 München |
| Německá fotbalová Bundesliga 1967/1968 | 21     | 6    | TSV 1860 München |
| Německá fotbalová Bundesliga 1968/1969 | 25     | 6    | TSV 1860 München |
| Německá fotbalová Bundesliga 1969/1970 | 18     | 1    | TSV 1860 München |
| CELKEM Německá fotbalová Bundesliga    | 169    | 40   |                  |
| CELKEM Fußball-Oberliga Süd            | 74     | 19   |                  |